# Сеїт-батир
Сеїт Ягафаров (башк. Сәйет Йәғәфәров, Сәйет батыр ; 2-а пол. XVII ст. — сер. XVIII ст.) — Башкирський феодал і релігійний діяч Казанської даруги, активний учасник і головний ватажок Башкирського повстання 1681—1684 років. У народі відомий як Сеїт-батир, проголошений ханом під ім'ям Сафар.

## Участь у башкирських повстаннях
Дотримання свободи віросповідання було однією з умов приєднання Башкортостану до складу Росії, проте поступово політика насадження християнства стала посилюватися і 16 травня 1681 був виданий указ про конфіскацію у нехрещених поміщиків і вотчинників маєтків і вотчин, населених християнами. Після оголошення цього царського указу, місцеві чиновники та православні релігійні діячі намагалися змусити мусульманських феодалів до хрещення, а через них християнізувати і селянське населення краю.
Невдоволення мусульман вилилося у повстання башкир, яке почалося восени 1681 року. Головним ватажком його став Сеїт Ягафаров, який був діяльним поборником ісламу.
До травня повстання охопило весь край. Безуспішні спроби придушити повстання змусили уряд звернутися до башкирів із обіцянкою скасувати указ та пробачити всіх учасників повстання. З'єднання повсталих на чолі з Кучуком Юлаєвим припинила боротьбу і звернулася до уряду з чолобитною, а інша частина — на чолі з Сеїтом — продовжила боротьбу. У ході повстання він проголосив себе Сафар-ханом.
Придушення повстання було покладено на казанського воєводу П. В. Шереметєва. 28 травня 1682 року проти повсталих виступив із Уфи великий загін, що складався з уфимських дворян, стрільців, козаків, також прибуло і підкріплення з Москви. На початку червня 1682 року в районі річки Ік відбулася велика битва з урядовими військами. Повсталі зазнали поразки, а ватажок повстання Сеїт Ягафаров був поранений. Подальша його доля невідома.
На думку башкирських націоналістів це повстання, закінчилося перемогою башкирів. Від задуму християнізації башкир Москва відмовилася. Московські царі підтвердили минулі договори з башкирами та тимчасово відступили.